# Beneath the Remains
Beneath the Remains (englisch für Unter den Überresten) ist das dritte Studioalbum der brasilianischen Metal-Band Sepultura. Es erschien am 7. April 1989 über Roadrunner Records und war die erste Veröffentlichung der Band für diese Firma. Das Album brachte der Band den weltweiten Durchbruch, verkaufte sich weltweit insgesamt mehr als 600.000 Mal und gilt als Genre-Klassiker.

## Entstehung

### Wechsel zu Roadrunner
Das Vorgängeralbum Schizophrenia war in Brasilien recht erfolgreich und konnte sich über 15.000 Mal verkaufen. Die guten Verkäufe weckten das Interesse von Monte Connor, der nur kurze Zeit zuvor als A&R bei Roadrunner Records anfing. Seine Versuche, mit der Band in Kontakt zu treten, erwiesen sich als schwierig, da die Musiker in Brasilien lebten und darüber hinaus kaum englisch sprachen. Ein Freund der Bandmitglieder half Sepultura dabei, Briefe zu übersetzen sowie als Dolmetscher bei Telefonaten zu fungieren. Sänger Max Cavalera beschloss daraufhin, die Sache selbst in die Hand zu nehmen, und nach New York City zu fliegen, um persönlich bei verschiedenen Plattenlabels vorzusprechen.
Da Cavalera kein Geld für den Flug hatte nahm er das Angebot eines Freundes an, der für die Fluggesellschaft Pan Am arbeitete und ihm einen Freiflug anbot. Cavalera sollte als Gegenleistung einige Schallplatten mitnehmen und einer bestimmten Person in den USA übergeben. Obwohl Cavalera sich sicher war, dass er etwas illegales machen sollte, willigte er ein. Cavalera flog am 29. Februar 1988 mit zehn Exemplaren des Schizophrenia-Albums nach New York City. Um nicht weiter aufzufallen, zog er sich wie ein Geschäftsmann mit Anzug und Krawatte an und gab in New York City seine Schallplatten bei Roadrunner, Noise Records und Combat Records an.
Monte Connor erinnerte sich, dass er sich über Cavaleras Bekleidung halb tot lachte, dennoch erhielt er von seinem Vorgesetzten Cees Wessels grünes Licht für einen Vertrag mit der Band. Connor hatte vor der Vertragsunterzeichnung mit vielen Hindernissen zu kämpfen. Da die Band aus Brasilien kam und die Musiker noch recht jung waren – Max Cavalera war 19, sein Bruder Igor erst 18 Jahre alt – wusste Roadrunner Records nicht, ob die Verträge überhaupt rechtskräftig waren. Sicherheitshalber ließ Connor den mit der Band abgeschlossenen Vertrag ins portugiesische übersetzen und von der brasilianischen Botschaft in den USA beglaubigen. Sepultura waren nach Realm erst die zweite Band, die Connor für Roadrunner unter Vertrag nahm.

### Songwriting
Mit dem neuen Vertrag im Rücken wollte die Band ihr Songwriting anders gestalten als in der Vergangenheit. Bei den ersten beiden Veröffentlichungen Bestial Devastation und Morbid Visions hatten sich Sepultura noch viel bei europäischen Bands wie Celtic Frost und Destruction abgeschaut. Teilweise haben die Musiker Passagen aus deren Texte übernommen, um zu verdecken, dass keiner der Bandmitglieder gut englisch sprach. Laut des Gitarristen Andreas Kisser stachelte der neue Vertrag die Band in kreativer Hinsicht an. Die Musiker renovierten ihren Proberaum in Belo Horizonte und übte dort jeden Tag das neue Material ein. Dabei nahm sich die Band auch Platz für Experimente wie z. B. den akustischen Zwischenpart bei dem Lied Mass Hypnosis. Die erste Hälfte des Liedes Slaves of Pain stammte noch von Andreas Kissers ehemaliger Band Pestilence.
Viele Texte des Albums Beneath the Remains befassen sich mit dem Thema Krieg bzw. sind Antikriegslieder. Max Cavalera wurde dabei stark vom U2-Album War beeinflusst. Ein weiterer Einfluss war ein T-Shirt der Band Corrosion of Conformity mit dem Aufdruck „Who has won, when nothing remains?“ (dt. Wer hat gewonnen, wenn nichts übrigbleibt). In dem Lied Inner Self beschreibt Max Cavalera seine Gefühle, wenn er durch die Straßen seiner Heimat läuft und den Hass, den er über die Geschehnisse in der Welt empfindet. Allerdings gab Max Cavalera später offen zu, dass er bei einigen Liedern selbst nicht mehr weiß, worum es in den Texten geht bzw. was die Lieder bedeuten, obwohl er die Texte selber geschrieben hat.

### Aufnahmen
Für das Album erhielt die Band ein vergleichsweise kleines Budget in Höhe von 8.000 Dollar, das letztendlich um den gleichen Betrag überzogen wurde. Die Aufnahmen fanden in der Zeit vom 15. bis 28. Dezember 1988 im Nas Nuvens Studio in Rio de Janeiro unweit der Copacabana statt. Hierbei handelt es sich um das größte Tonstudio Brasiliens. Die Band arbeitete jeweils von Mitternacht bis acht Uhr morgens, da das Studio tagsüber von einer Popband belegt war. Als Produzenten verpflichtete die Band den US-Amerikaner Scott Burns, der in den frühen 1990er Jahren zum gefragtesten Produzenten der Death- und Thrash-Metal-Szene wurde. Da Burns neugierig auf Brasilien war, verlangte er ein vergleichsweise kleines Honorar von 2.000 US-Dollar. Während des ersten Studiotages wurde Burns’ Hotelzimmer ausgeraubt. Diebe stahlen seinen Ghettoblaster und diverse Kleidungsstücke.
Bassist Paulo Xisto Pinto Jr. ist auf dem Album nicht zu hören. Laut Andreas Kisser hatte Pinto jr. während der Studioaufnahmen viele Probleme gehabt, die eher psychologischer denn technischer Natur waren, da Pinto im Studio immer sehr nervös war. Außerdem hatte die Band nur wenig Zeit zur Verfügung und kalkulierte für die Bass-Aufnahmen nur ein oder zwei Tage ein. Während Max Cavalera später behauptete, dass er und Andreas Kisser den Bass auf Beneath the Remains eingespielt hätten, widersprach Andreas Kisser dem und sagt aus, dass er wie auch auf den Alben Schizophrenia und Arise alleine den Bass eingespielt hätte. Erst auf Chaos A.D. hätte Pinto jr. selbst den Bass eingespielt.
Weil die Kommunikation zwischen Band und Produzenten wegen der Sprachbarriere schwierig war, wurde Burns ein Dolmetscher zur Seite gestellt. Da es der Band nicht gelang, sämtliche Gesangspassagen in Brasilien einzuspielen, reiste Max Cavalera im Januar 1989 zu Scott Burns nach Florida, um den Rest aufzunehmen. Bei dem Lied Stronger Than Hate wirkten als Gastsänger Musiker aus der regionalen Death-Metal-Szene mit, namentlich John Tardy (Obituary), Kelly Shaefer (Atheist) sowie Scott Latour und Francis Howard (beide Incubus). Shaefer schrieb auch den Text des Liedes. Alle anderen Texte wurden von Max Cavalera und Andreas Kisser geschrieben. Das Album sollte eigentlich nur acht Lieder umfassen. Laut A&R Monte Connor musste er seinen Chef Cees Wessels anbetteln, um noch etwas Geld für das Lied Primitive Future locker zu machen. Beneath the Remains wurde von Scott Burns und Tom Morris gemischt.

## Veröffentlichung
Das Albumcover wurde vom US-amerikanischen Künstler Michael Whelan entworfen und trägt den Titel „Nightmare in Red“ (dt.: Alptraum in rot). Ohne dass die Band informiert wurde, druckte Roadrunner Records ein verändertes Bandlogo auf das Cover. Ursprünglich wollten Sepultura das Bild „Bloodcurdling Tales of Horror and the Macabre“ (dt. Schaurige Geschichten des Horrors und den Makabren) für Beneath the Remains verwenden. Laut Andreas Kisser habe Roadrunner dieses Bild nicht akzeptiert, da das Label der Meinung war, dass das Bild nicht zu dem Album passen würde. Ein Jahr später verwendete die Band Obituary das ursprünglich vorgesehene Covermotiv für ihr Album Cause of Death.
Die Band machte sich lange Gedanken über die Reihenfolge der Lieder auf dem Album. Inspiriert vom Metallica-Album Ride the Lightning entschlossen sich Sepultura, das durch ein akustisches Intro eingeleiteten schnelle Titellied an die erste Stelle zu setzen, um dann mit Inner Self ein groovigeres Lied folgen zu lassen. Beneath the Remains wurde am 7. April 1989 veröffentlicht. Es war das erste Album der Bandgeschichte, das weltweit veröffentlicht wurde. Für das Lied Inner Self drehte die Band ihr erstes Musikvideo, bei dem Aurelio Diaz Regie führte. Am 10. Januar 1997 erschien eine von George Marino remasterte Version des Albums, die drei Bonustitel enthält. Neben einer Coverversion des Liedes A Hora e a Vez do Cabelo Nascer von der Band Os Mutantes gibt es so genannte Drum Tracks der Lieder Inner Self und Mass Hypnosis.

## Rezeption
Während die ersten beiden Alben von der europäischen Fachpresse verrissen und mit hämischen Kommentaren versehen wurden, erhielt Beneath the Remains erstmals positive Kritiken. Teilweise wurde das Album mit Slayers Reign in Blood verglichen. Eduardo Rivadavia vom Online-Magazin Allmusic bezeichnete Beneath the Remains als „eines der essentiellsten Death-/Thrash-Metal-Alben“. Das Magazin Terrorizer zählte Beneath the Remains im Jahre 2003 zu den 20 besten Thrash-Metal-Alben aller Zeiten. Im Januar 2013 nahm das Magazin Decibel Beneath the Remains in ihre Hall of Fame auf. Sepultura wurde damit die erste Band, die mit zwei Alben dort vertreten sind, nachdem bereits das Album Roots aufgenommen wurde.
Im Buch Best of Rock & Metal des deutschen Magazins Rock Hard, in dem die nach Meinung der Redaktion 500 stärksten Metal- und Hard-Rock-Alben aller Zeiten aufgeführt werden, belegte Beneath the Remains Platz 99. Laut Andreas Stappert „zeigte die Band der Fachpresse, wo im Thrash Metal der Hammer wirklich hängt“ und legte ein Album vor, mit dem Sepultura „einer Band wie Slayer locker Paroli bieten konnten“. Anlässlich des 30-jährigen Jubiläums der Albumveröffentlichung würdigte das Rock Hard das Album mit einem achtseitigen Artikel, in dem neben den damaligen Protagonisten auch zahlreiche Weggefährten zu Wort kommen. Herausgeber Holger Stratmann bezeichnete Beneath the Remains als einen Meilenstein der Metal-Geschichte, da es das erste bedeutende Album ist, das seinen Ursprung nicht in Europa, Japan oder Nordamerika hat.

## Titelliste
| 1. Beneath the Remains – 5:13 2. Inner Self – 5:11 3. Stronger Than Hate – 5:53 4. Mass Hypnosis – 4:26 5. Sarcastic Existence – 4:46 6. Slaves of Pain – 4:04 | 1. Lobotomy – 4:59 2. Hungry – 4:31 3. Primitive Future – 3:11 4. A hora e a vez do cabelo nascer – 2:23 1 5. Inner Self (drum tracks) – 5:11 1 6. Mass Hypnosis (drum tracks) – 4:22 1 |

1 Bonustitel der 1997 remasterten Wiederveröffentlichung.